# Ромоданов, Сергей Дмитриевич
Сергей Дмитриевич Ромода́нов (1899—1975) — советский актёр театра и кино. Народный артист РСФСР (1953).

## Биография
Родился 31 июля (12 августа) 1899 года в городе Ливны (ныне Орловская область) в семье провинциальных актёров. В 1912 году поступил в Ливенское реальное училище. Через три года семья переехала в Грозный, и будущий артист окончил образование в Грозненском реальном училище в 1919 году. В 1920 году поступил в художественную мастерскую режиссёра Арзамасова в Баку. В 1921—1923 годы — служит в драматическом театре ПУРа в Хиве; в 1925—1926 годы — артист Хивинского городского театра; в 1926—1927 годы — режиссёр театра-клуба железнодорожников станции Урсатьевской Ташкентской области; в 1936—1937 годы — артист и режиссёр городского театра Благовещенска; в 1937—1938 годы — артист государственного театра русской драмы в Ижевске. С 1938 года — актёр ЯГАТД имени Ф. Г. Волкова. Член ВКП(б) с 1943 года.
Умер 23 сентября 1975 года. Похоронен на Западном (Чурилковском) кладбище Ярославля.

## Творчество

### Театральные работы
- «Гибель эскадры» А. Е. Корнейчука — Гайдай
- «Кремлёвские куранты» Н. Ф. Погодина — Рыбаков
- «Парень из нашего города» К. М. Симонова — Сергей Луконин
- «Фронт» А. Е. Корнейчука — Огнев
- «Русские люди» К. М. Симонова — Сафонов
- «Пётр I» А. Н. Толстого — Пётр I
- «Царь Фёдор Иоаннович» А. К. Толстого — Борис Годунов
- «Зыковы» М. Горького — Антипа Зыков
- «Дети солнца» М. Горького — Егор
- «На дне» М. Горького — Сатин
- «Егор Булычов и другие» М. Горького — Егор Булычов
- «Хозяева жизни» Ю. П. Чепурина — Медведев
- «Знакомьтесь, Балуев» В. М. Кожевникова — Балуев
- «Палата» С. И. Алёшина — Прозоров
- «Заговор обречённых» Н. Е. Вирты

### Фильмография[1]
1. 1941 — Дело Артамоновых — Илья Артамонов
2. 1953 — Вихри враждебные — Григорий Дормидонтович Медведев, машинист
3. 1954 — Испытание верности — Егор Кузьмич Лутонин
4. 1955 — Первый эшелон — Тарас Григорьевич Шугайло, бригадир
5. 1956 — Девушка с маяка — Емельян Прохорович Лелека, боцман, смотритель маяка
6. 1957 — Высота — Берестов, отец Маши и Бориса
7. 1958 — Смена начинается в шесть — Силыч
8. 1959 — Исправленному верить
9. 1961 — Алые паруса — капитан Гоп
10. 1961 — Любушка — Аристарх Сергеевич Бурмин, конезаводчик
11. 1963 — Сказка о потерянном времени — старик с газетой у школы

## Награды и премии
- Сталинская премия третьей степени (1950) — за исполнение роли в спектакле «Заговор обречённых» Н. Е. Вирты
- Народный артист РСФСР (1953)
- Заслуженный артист РСФСР (1947)
- два ордена Трудового Красного Знамени (в том числе 11 июля 1950)[2]
- медали